# Peter Rafelson
Peter Rafelson (Nova Iorque, 30 de outubro de 1960) é um ator e compositor, filho de Bob Rafelson. Trabalhou com Madonna na música "Open Your Heart", The Corrs em "Dreams" entre outros.

## Ligações Externas
- Peter Rafelson. no IMDb.